# Списак река у Мађарској
Данас све реке у Мађарској припадају сливном подручју Црног мора. Некада у Мађарској постојало је и велико подручје без дренаже (преко 5.000 км²), чије су се воде уливале у тада ендорејско језеро Балатон, али је као резултат регулисања горњег тока реке Шио октобра 1863. постао део слива Дунава.
Цела територија Мађарске се налази у сливу Дунава. Иако је то једина велика река која протиче кроз земљу, мађарска речна мрежа, која се састоји од друге по дужини реке у Европи и њених притока, релативно је густа и добро развијена..
На листи су реке са највише воде у Мађарској. Листа је заснована на просечном протоку воде:
- Баркау (мађ. Berettyó),,
- Бодрог (мађ. Bodrog),
- Бодва (мађ. Bódva),
- Красна (мађ. Kraszna),,
- Шебеш-Кереш,,
- Фехер-Кереш,,
- Фекете-Кереш,,
- Дунав,
- Драва (мађ. Dráva),
- Галга
- Хорнад (мађ. Hernád),
- Ипељ,
- Карча,
- Кереш-ер,
- Кереш (мађ. Körös),
- Лапинч (мађ. Lapincs),
- Лита,,
- Мура,, (сло:Mura),
- Муреш (мађ. Maros),,
- Пинка,
- Плазовић,
- Раба,, (сло:Raba),
- Шајо,
- Шед,
- Шијо,
- Самош (мађ. Szamos),,
- Шуговица,
- Синва (мађ. Szinva),
- Тиса,
- Валицка,
- Зађва,
- Зала.

## Слив[5]
Површина Мађарске је око 90.030 км² и у потпуности се налази у сливу Дунава. У њој се налазе многа слива притока реке, међу којима се издваја слив Тисе, који покрива више од половине територије Мађарске (преко 46.000 км²). Поред тога, неке мађарске реке које дренирају велике површине, као што су Драва или Маруша, немају широку мрежу притока у Мађарској, а већина њихових сливова се често налази изван Мађарске.
| Река                     | Укупна површина слива km2 | Од тога мађарски део (km2) | Од тога мађарски део (%) |
| ------------------------ | ------------------------- | -------------------------- | ------------------------ |
| Дунав                    | 817.000                   | 93.000                     | 11,4                     |
| Тиса                     | 157.200                   | 47.000                     | 30,0                     |
| Драва                    | 40.200                    | 6.960                      | 17,3                     |
| Марош                    | 30.300                    | 1.880                      | 6,2                      |
| Керешек                  | 27.500                    | 13.000                     | 47,2                     |
| Мошонi-Дунав са Рабом    | 18.000                    | 8.700                      | 48,3                     |
| Самош                    | 15.800                    | 300                        | 1,9                      |
| Шио са Залом и Балатоном | 14.700                    | 14.700                     | 100,0                    |
| Бодрог                   | 13.600                    | 1.000                      | 7,4                      |
| Шајо-Хернад              | 12.700                    | 4200                       | 33,0                     |
| Зађва                    | 5.670                     | 5.670                      | 100,0                    |